# Уорд, Орландо
Орландо Уорд (англ. Orlando Ward, 4 ноября 1891 — 4 февраля 1972) — американский генерал-майор, участник двух мировых войн.

## Биография
Родился в 1891 году в Мейконе (штат Миссури). В 1910 году в возрасте 18 лет поступил в Военную академию в Вест-Пойнте, по окончании которой в 1914 году стал 2-м лейтенантом кавалерии. В 1916 году в составе войск Джона Першинга принял участие в Мексиканской экспедиции против Панчо Вильи. После этого Уорд пришёл к выводу, что кавалерия утрачивает свою роль на поле боя, и перешёл в артиллерию. 
После того, как в 1917 году США вступили в Первую мировую войну полк, в котором служил Уорд, вошёл в состав 3-й пехотной дивизии и был отправлен в Европу в составе американского экспедиционного корпуса. где Уорд отличился во Втором Марнском сражении.
В межвоенный период Уорд занимал разные должности, включая должность инструктора в Школе полевой артиллерии Армии США. С июля 1939 года по август 1941 года был секретарём начальника штаба Армии США Джорджа Маршалла. 
В марте 1942 года Орландо Уорд был произведён в генерал-майоры и возглавил 1-ю танковую дивизию. В мае дивизия была переброшена в Северную Ирландию, а в ноябре приняла участие в высадке в Северной Африке. Там дивизия Уорда приняла участие во вторжении в Тунис, где была разгромлена немцами при Сиди-Бу-Зид и в сражении в Кассеринском проходе в феврале 1943 года. В апреле командующий II корпусом генерал Джордж Паттон отстранил Уорда от командования.
После возвращения в США Уорд некоторое время командовал Школой истребителей танков Армии США, а затем стал комендантом Школы полевой артиллерии Армии США. В сентябре 1944 года он был назначен командующим 20-й танковой дивизией, которая в феврале 1945 года была отправлена в Европу и приняла участие во взятии Мюнхена. 
После Второй мировой войны Уорд некоторое время командовал расквартированной в Корее 6-й пехотной дивизией, а затем возглавил отдел военной истории, где руководил изданием официальной истории участия Армии США во Второй мировой войне. С июня по ноябрь 1946 года был командующим V корпусом. В 1953 году вышел в отставку.